# 장경 (전한)
장경(張慶, ? ~ ?)은 전한 중기의 관료이다.

## 행적
소제 때 장작대장을 지냈다.

## 출전
- 도홍경, 《진고》(眞誥) 권13

| 전임 양광 | 전한의 장작대장 (소제 시기) | 후임 허상? |